# 林家木鶴
林家 木鶴（はやしや きかく）は、上方落語の名跡。現在は空き名跡となっている。なお「木鶴」の名跡では、他に笑福亭木鶴がある。

## 初代
初代 林家 木鶴（生没年不詳）は、本名、享年とも不詳。
初代林家正三の門下。『落語系圖』には「初代正三の實兄なり」「京師の名を得たる達人なり」とある。活躍時期は幕末から明治初期に掛けてと推測される。唄本を残している。1886年の新聞記事に林家木鶴が十三回忌を迎えたと記事があるが、この記事が初代なのか2代目なのかそれとも別の人物なのかは不明。初代とすると1876年まで存命だったことになる。

## 2代目
2代目 林家 木鶴（? - 1895年8月15日?）は、本名: 林家岩太郎。享年不詳。
初代木鶴の門下。初め木雀と名乗ったが、3代目三笑亭可楽（元翁屋さん馬、「狂死の可楽」）の門下に移り馬長、その後初代都喜蝶の門下に移り2代目都喜蝶となり、2代目木鶴を襲名した。初代と同様に、活躍時期は幕末から明治初期と推測される。
晩年は大阪天満宮の側で寄席（「林家席」とも「龜の池」とも呼ばれた）を開き、席亭となる。1895年8月15日に流行したコレラで、妻と共に死去したという。
墓地は大阪四天王寺（壽法寺）にある。
2代目桂文三は一時養子で3代目木鶴を名乗った。

## 3代目
- 3代目林家木鶴 - 後の2代目桂文三。

## 4代目
4代目 林家 木鶴（? - 1922年11月18日）は、本名、享年とも不詳。
明治中期頃の生まれ、明治末に桂仁左衛門の門下で仁太郎を名乗るが、間もなく師匠が死去し、所属していた桂派も瓦解。
後に5代目林家正三の門下となり、互楽派に加入。大正初期に5代目小正三を経て、1919年、20年ころに4代目木鶴を襲名したが、所属の反対派が吉本興業・花月派へと急成長してゆく矢先に死去した。
十八番は『紙屑屋』であったと伝える。